# Apelmärgmal
Apelmärgmal, Blastodacna atra är en fjärilsart som beskrevs av Adrian Hardy Haworth 1828. Apelmärgmal ingår i släktet Blastodacna och familjen märgmalar, Parametriotidae. Enligt Catalogue of Life är familjetillhörigheten istället  Agonoxenidae. Enligt Dyntaxa är Agonoxenidae en äldre Synonym till Parametriotidae. Enligt den finländska rödlistan är arten akut hotad, CR, i Finland. Arten är reproducerande i Sverige. Artens livsmiljö är friska och torra lundskogar, parker och trädgårdar. Inga underarter finns listade i Catalogue of Life.

## Bildgalleri

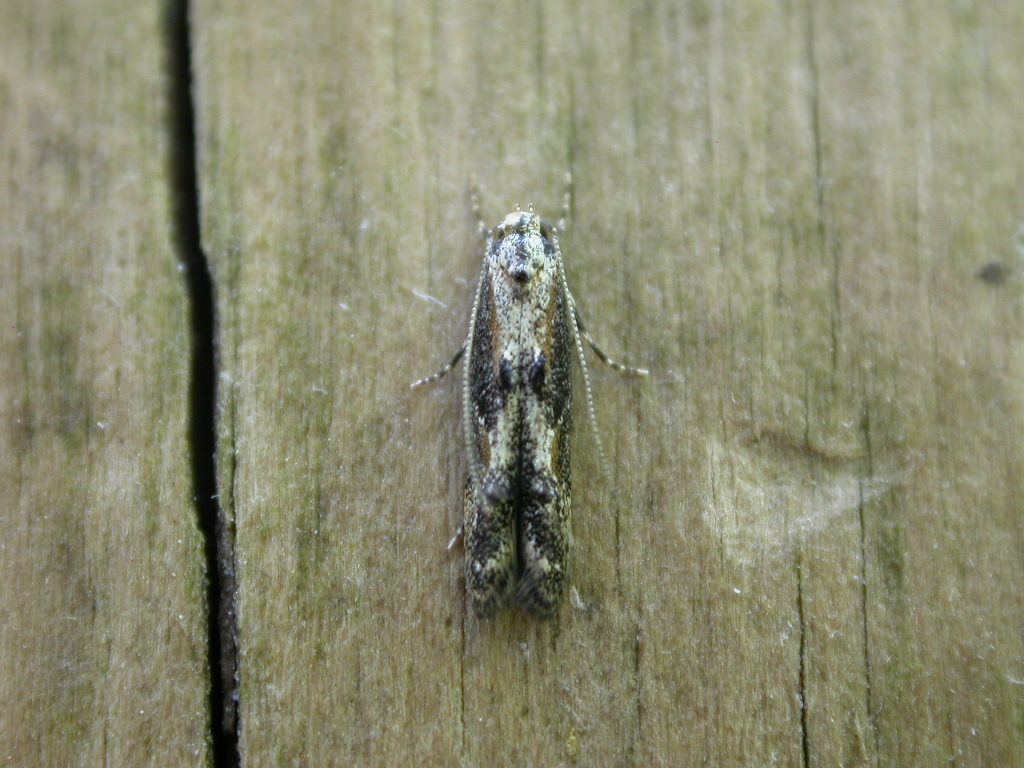
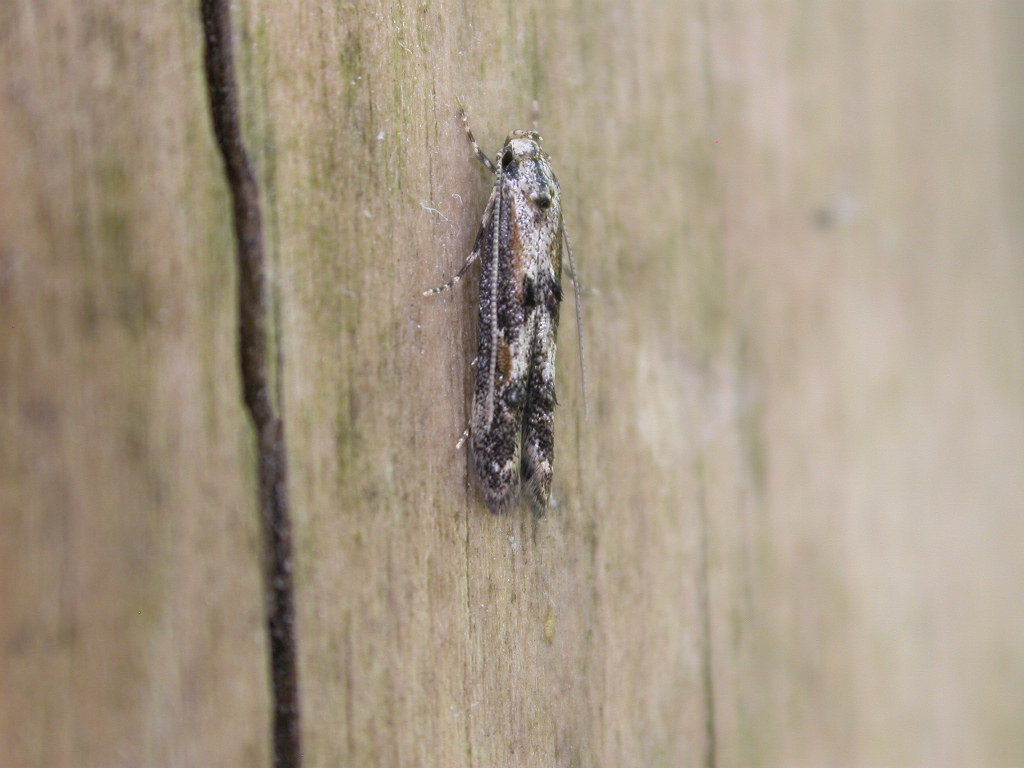
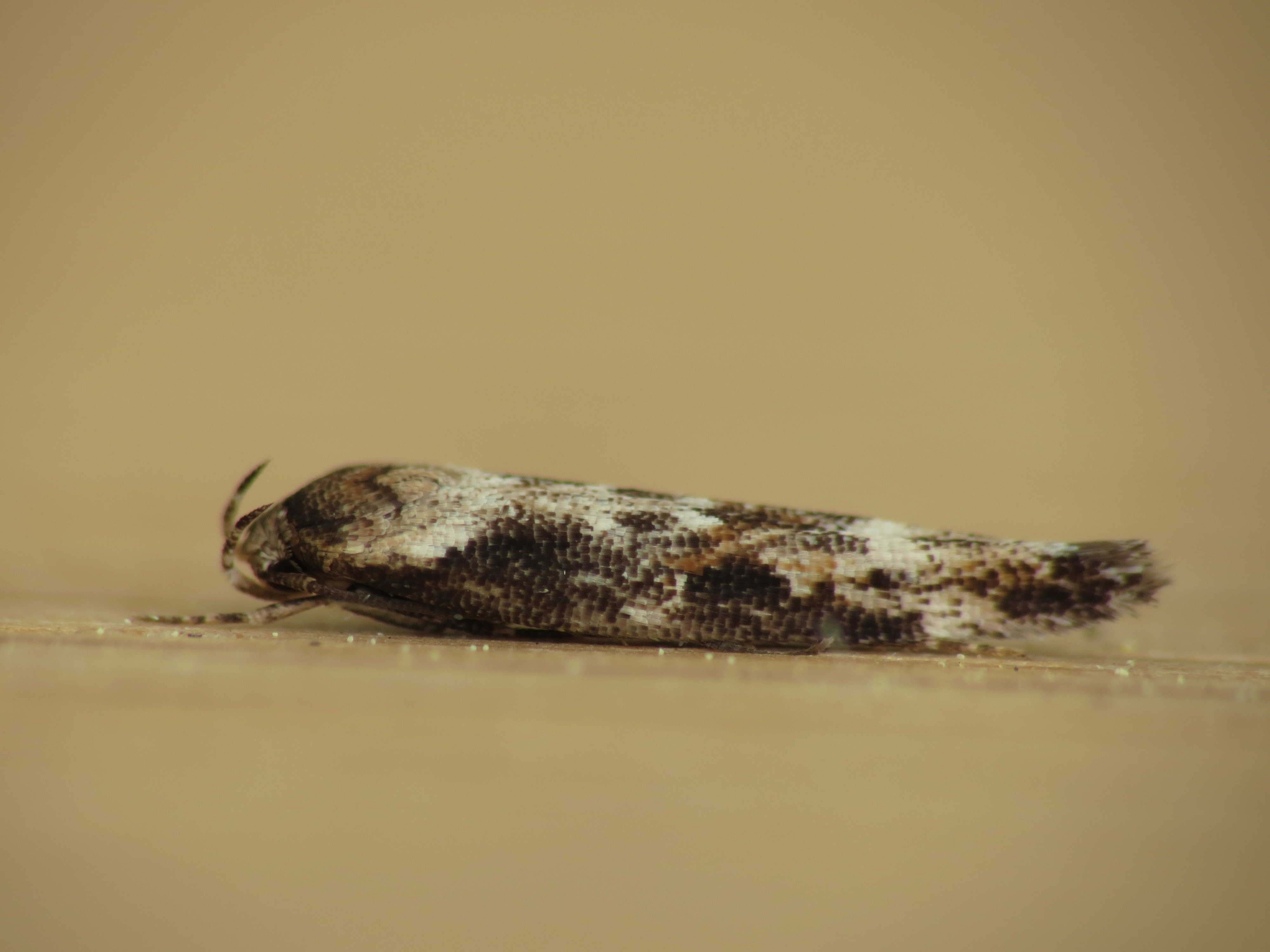
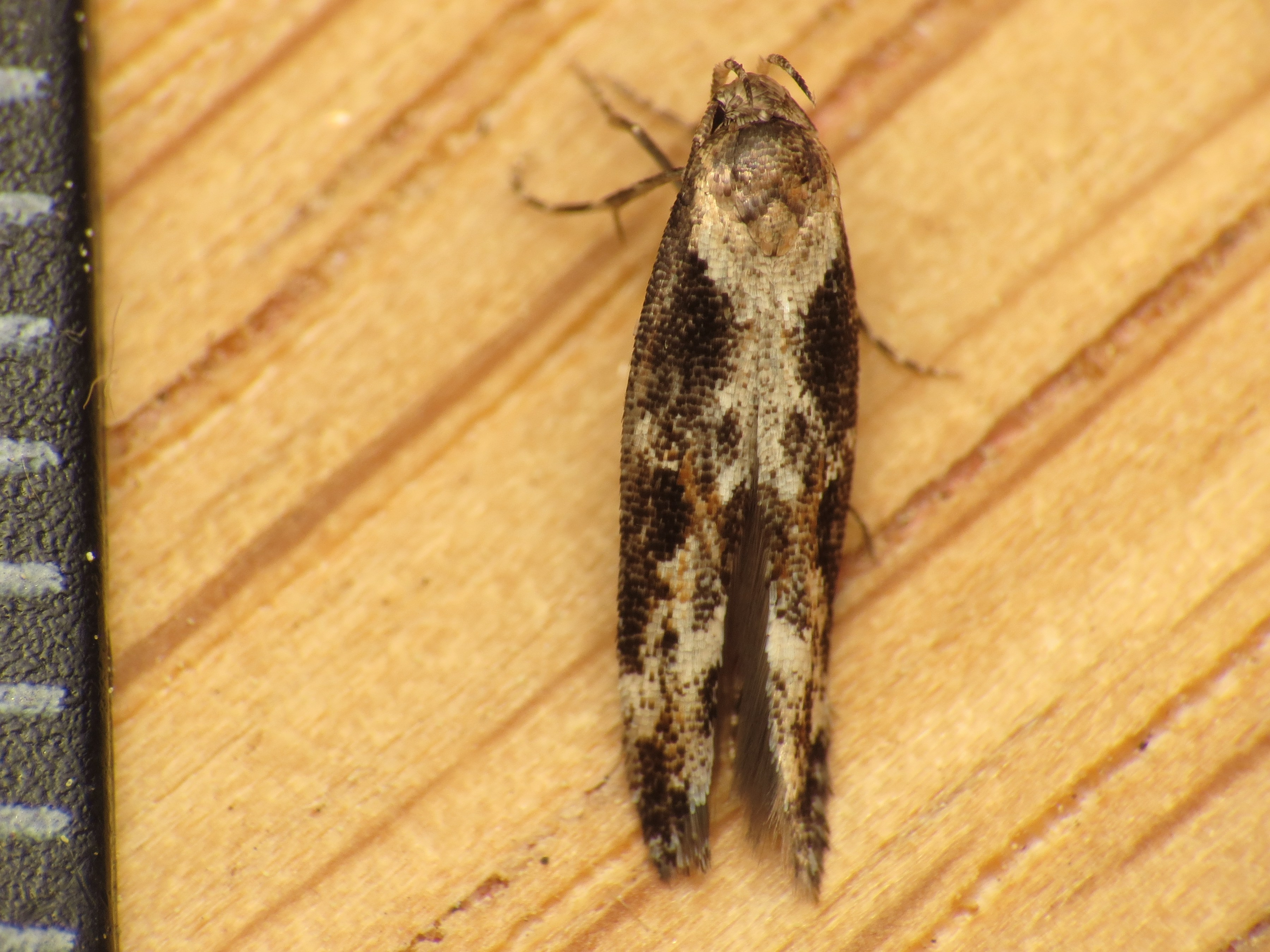